# Мусальман
«Мусальма́н» (урду مسلمان‎) — старейшая урдуязычная ежедневная газета, выпускающаяся в индийском городе Ченнаи с 1927 года. Это вечерняя газета, которую полностью пишут каллиграфисты, после чего размножают с помощью печатного пресса. Согласно Wired и The Times of India, «Мусальман» — единственная рукописная газета в мире.

## Название
Название «Мусальман» (урду مسلمان‎) происходит от персидского слова муслиман/мусалман (перс. مسلمان‎) — «мусульманин», которое в свою очередь происходит от арабского слова муслим (араб. مسلم‎) в том же значении. На английском языке газета называется The Musalman.

## История
«Мусальман» была основана Сайедом Азматуллой в 1927 году, учреждена доктором Мухтаром Ансари, бывшим президентом Индийского национального конгресса. Офис газеты находился в Трипликане в Ченнаи.
После смерти Сайеда Азматуллы выпуском газеты занялся Сайед Фазулла, умерший 26 апреля 2008 года в возрасте 78 лет. В 2007 году Фазулла выразил опасения в том, что каллиграфия может умереть вместе с ним, так как сыновья не проявили интереса к продолжению традиции. Сын Фазуллы, Сайед Насарулла, сказал, что, из-за того, что он не интересуется каллиграфией, «предстоят перемены».
Следующим редактором газеты стал другой сын Файзуллы, Сайед Арифулла.

## Редакция
В штате шесть человек, из которых четверо — каллиграфы, которых называют «катиб» (писец), они работают в одной комнате, являющейся одновременно офисом. Написанный оригинал становится основой для негатива, который помещают в печатный пресс.
На 2011 год главным редактором газеты был Рахман Хусейни, устроившийся работать бухгалтером, но сменивший работу в 1980 году, когда умер главный катиб. В 2007 году Рахман получал 2500 индийских рупий в день, а остальные — по 60 рупий в день за страницу.
Главным корреспондентом газеты вот уже 20 лет работает Чиннасвами Баласубраманиам, кроме того, в Нью-Дели, Калькутте, Хайдарабаде и других городах работают корреспонденты.
В офис часто приглашают известных поэтов, религиозных лидеров и особ королевской крови, некоторые из них вносят свой вклад на страницы Мусальмана.

## Формат
Газета состоит из четырёх листов. Первый отведён государственным и международным новостям, второй и третий — местным, а четвёртый — спорту. На случай появления срочных сведений на главной странице оставляют свободное место в нижнем правом углу.
На апрель 2008 года Мусальман продавался по 75 паис за экземпляр и имел около 22 000 подписчиков.